# Dariusz Zakrzewski
Dariusz Zakrzewski (ur. 18 czerwca 1961 w Białymstoku) – zawodowy kolarz szosowy, były zawodnik Exbudu Kielce, CC Feignies, VC Levallois, Corbeil Essonnes, członek Kadry Narodowej w Kolarstwie Szosowym, członek klubów: Ognisko Białystok (gdzie zaczynał zajmować się tą dyscypliną sportu, a jego trenerem był Kazimierz Dudziński), Gwardii Katowice.

## życiorys
Na Mistrzostwach Świata w Kolarstwie Szosowym w 1983 zajął czwarte miejsce w jeździe drużynowej na czas. W 1985 roku zajął trzecie miejsce w wyścigu Tour de Pologne. W tym samym roku startował w Vuelta a Colombia. W 1991 roku we Francji wygrał wyścig Conseil general de Val D’oisse, pokonując m.in. późniejszego mistrza świata z 1998 roku, Laurenta Brocharda. W tym samym kraju odnosił także zwycięstwa w wyścigach Paris-Vaily-Classic, Paris-St. Mouve. 25 marca 1993 roku oficjalnie, wraz z Józefem Gościło, zakończył karierę kolarską. W latach 2001–2003 był drugim dyrektorem technicznym grupy CCC Polsat Polkowice.
Obecnie od 1993 prowadzi sklep rowerowy „Mistral” w Białymstoku oraz zajmuje się grupą kolarską Triumph-Adler Poland Mistral.
W 2010 roku wygrał klasyfikację generalną Maratonów Kresowych – cyklu amatorskich maratonów rowerowych rozgrywanych na Podlasiu.